# Emanuele Bindi

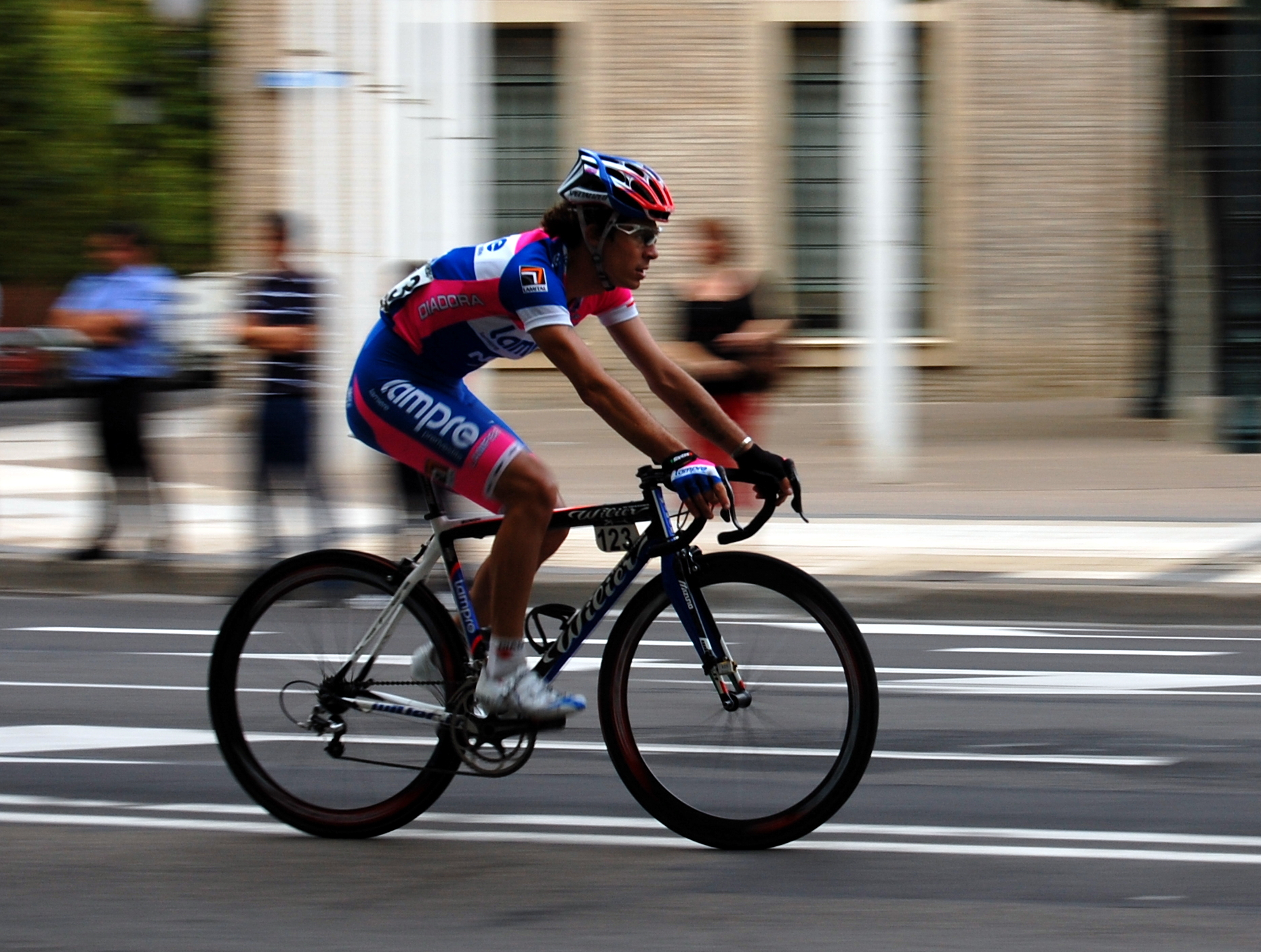
Emanuele Bindi (2008)

Emanuele Bindi (* 7. Oktober 1981 in Pistoia) ist ein ehemaliger italienischer Radrennfahrer.
Emanuele Bindi konnte 2003 bei der Rundfahrt Ruban Granitier Breton die fünfte Etappe für sich entscheiden. 2006 schloss er sich der italienischen Mannschaft OTC Doors-Lauretana an. In seinem ersten Jahr dort wurde er einmal Etappendritter bei der Boucles de la Mayenne. 2007 fuhr er für das Continental Team Universal Caffé-Ecopetrol, wo er unter anderem Dritter beim Giro del Mendrisiotto wurde. 2008 und 2009 fuhr er für das UCI ProTeam Lampre. Für dieses Team bestritt er zweimal die Vuelta a España, die er auf Rang 129 bzw. 128 abschloss. Nach einem Jahr ohne Zugehörigkeit zu einem internationalen Radsportteam war er im Jahr 2011 beim Meridiana Kamen Team unter Vertrag. Nach dieser Saison war er nicht mehr Mitglied in einem internationalen Team.

## Erfolge
2003
- eine Etappe Ruban Granitier Breton

## Teams
- 2006 OTC Doors-Lauretana
- 2007 Universal Caffé-Ecopetrol
- 2008–2009 Lampre
- 2011 Meridiana Kamen Team